# Марусич, Максим Вячеславович
Макси́м Вячесла́вович Мару́сич (укр. Максим В'ячеславович Марусич; 17 июля 1993 года; Полтава, Украина) — украинский футболист, нападающий клуба «Полтава».

## Игровая карьера
Воспитанник ДЮСШ полтавской «Ворсклы». После завершения обучения играл в юношеской команде у Александра Омельчука и молодёжной команде у Владимира Юрьевича Прокопиненко. Летом 2014 года контракт футболиста с «Ворсклой» заканчивался, и понимая, что Василий Сачко в первой команде на него не рассчитывает, Марусич при содействии своего друга Вадима Немешкало перешёл в львовские «Карпаты».
Тем же летом на первых сборах с новым клубом в Словении футболист провёл несколько контрольных матчей, в которых забил два мяча у ворота латвийской «Юрмалы». 27 июля 2014 года в первом туре украинской Премьер-лиги Марусич дебютировал в первой команде «Карпат», заменив в конце игры Тараса Пучковского. Через неделю ещё несколько минут за «Карпаты» Марусич сыграл в матче против донецкого «Металлурга». Ещё до закрытия трансферного окна, которое длилось до 31-го августа, «Карпаты» разорвали контракт с Марусичем. По словам спортивного директора львовского клуба Юрия Беньо такое быстрое расставание с футболистом было связано с тем, что из-за высокой конкуренции в «Карпатах» он не смог бы полноценно себя проявить в Премьер-лиге. Его решили отпустить, чтобы «не мариновать». Иначе он просто не смог бы прогрессировать.
Став свободным агентом, Марусич проходил просмотр в днепродзержинской «Стали», а затем — в комсомольском «Горняке-Спорт», в котором и продолжил карьеру. 25 ноября 2015 года было объявлено о прекращении сотрудничества между игроком и клубом «Горняк-Спорт». В марте 2016 года перешёл в черниговскую «Десну».

## Достижения
РФС
- Обладатель Кубка Латвии (2): 2019, 2021